# Tlaxcales
Los tlaxcales o memenshas son un producto gastronómico del estado de Tlaxcala, México, elaborado a base de una masa de maíz y azúcar principalmente, y que es  presentado en forma de pan triangular o redondo. Los tlaxcales son un pan dulce  disfrutado como postre. 

## Denominación
Su nombre proviene del náhuatl tlaxcalli, que significa tortilla o pan de maíz, muy semejante al nombre del estado Tlaxcala, que tiene el mismo origen y significado. Al  igual que en muchas culturas de México, el uso del elote, en todas sus variantes, como el maíz y la mazorca, representan una importante fuente de alimentación debido a su valor nutricional y a las técnicas de cultivo de esta planta desarrolladas desde hace cientos de años. En la región de Tlaxcala se le conoce como  mazorca al elote, cuando éste  ya no es tan fresco ni carnoso, sino duro y seco y los granos están muy apretados, debido a la especie utilizada. Entonces es con los granos de la mazorca molidos con la que se elabora la masa para este pan dulce, cuyo sabor  es moderadamente dulce debido al maíz y al azúcar añadido, además de tener una textura muy suave al igual que su sabor.

## Variantes
Existen dos recetas para elaborar los tlaxcales, una es a partir del maíz fresco, y la otra es con la mazorca.  Los ingredientes adicionales que son agregados varían desde canela, piloncillo, mantequilla, agua, leche, ralladura de naranja, nata, manteca, royal, huevo o incluso mermeladas en algunas regiones. Para elaborar los tlaxcales de manera tradicional es importante dos aspectos que además le brindan el sabor delicioso y único a estos panes. El primero punto es que el maíz debe ser molido en el metate, hasta obtener la harina fina para la masa, a la que se le irán añadiendo los ingredientes secos, como la canela y el piloncillo, todo durante la molienda en el metate. Luego se le añadirán los ingredientes líquidos para formar la masa. El segundo punto importante es que las tortitas de masa cruda pueden ser cocidas sobre una cama de piedras de río calientes a las brasas, método original, el cual le dará la cocción a la temperatura perfecta y el sabor especial ya que el maíz no debe quemarse. Otra técnica es la cocción sobre en un comal de barro, la más usada.
Este tradicional pan fue llevado a otros estados como Hidalgo y Puebla, donde se le adicionaron algunos ingredientes distintos de acuerdo al gusto del artesano como  mermeladas para acompañar, u otros saborizantes como rayaduras de cítricos. Además con la evolución de la gastronomía en el mundo se le han añadido ingredientes para modificar la pasta al gusto de los que la preparan y asemejarla a un pastelillo de elote. Es un alimento con varias atribuciones no solo nutricionales al aportar carbohidratos, proteínas y vitaminas, sino también porque su tiempo preservación es prolongado, pues resiste un considerable periodo de tiempo en buen estado antes de su descomposición.

## Ingredientes
- Maíz de mazorca
- Piloncillo
- Huevo
- Leche

Una vez desgranado el maíz de la mazorca, la molienda del grano se hace en metate hasta obtener una harina fina. Posteriormente se agrega el piloncillo que debe ser molido y homogeneizado en el metate con la harina obtenida del grano. A continuación se adiciona huevo, leche (en pocas cantidades) y agua para formar la masa. Se bate hasta obtener una masa homogénea  y lista para manejarla con las manos. Se forman bolitas con las manos y posteriormente se aplastan, originalmente se les daba una forma triangular, pero también pueden ser redondas. Una vez formadas los panecitos, se ponen a cocer en un comal de barro durante unos minutos, dándoles pocas vueltas hasta que estén cocidas por dentro y doradas por fuera. Se comen calientes o se almacenan para su consumo posterior en frío.